# Hacklerregelung
Die Hacklerregelung leitet sich vom umgangssprachlichen ostösterreichischen „Hackler“ für Schwerarbeiter ab, obwohl sie sowohl für Arbeiter als auch für Angestellte und für Langzeitversicherte auch unabhängig von der Art der Tätigkeit gilt.
- Die Hacklerregelung für Langzeitversicherte[1] gilt für Männer geboren bis 1954 und für Frauen geboren bis 1959. Wenn Männer 540 Beitragsmonate (45 Jahre) oder Frauen 480 Beitragsmonate (40 Jahre) erworben haben, kann vor dem Regelpensionsalter (65/60 Jahre) die Pension angetreten werden. Für bis Juni 1950 geborene Männer und bis Juni 1955 geborene Frauen ist das entsprechende Antrittsalter die Vollendung des 60. bzw. des 55. Lebensjahres. Für später geborene wird das frühestmögliche Antrittsalter schrittweise in Richtung Regelpensionsalter angehoben. Diese Regelung ist eine auslaufende Pensionsart – von der Politik wird aber immer wieder eine Verlängerung (über die Jahrgänge 1954/1959 hinaus) diskutiert.

- Die Hacklerregelung für Schwerarbeiter[1][2] gilt für Männer geboren bis Ende 1958 und für Frauen geboren bis Ende 1963, also für Personen für welche die Hacklerregelung für Langzeitversicherte einen späteren Pensionsbeginn als das 60./55. Lebensjahr vorsieht (bzw. keine Gültigkeit mehr hat). Wenn diese Personen 540 bzw. 480 Beitragsmonate, davon mehr als die Hälfte als Schwerarbeitsmonate, erworben haben, können sie trotzdem bereits nach Vollendung des 60./55. Lebensjahres die Pension antreten.

Die Österreichische Sozialversicherung führt eine Liste der Berufe, die bei Erfüllung aller Voraussetzungen grundsätzlich als Schwerarbeit gelten. Andere Tätigkeiten werden nach dem Einzelfall entschieden.
Die Hacklerregelung war mit der Pensionsreform 2000 der schwarz-blauen Bundesregierung Schüssel eingeführt worden und wurde im Kabinett Schüssel II wieder aktuell, als die Pensionsharmonisierung 2004 verhandelt wurde. Die Frage, welche Berufsgruppen als Schwerarbeiterer zu definieren seien und welche nicht, führte zu großen Unstimmigkeiten in der politischen Diskussion.
Aufgrund der häufigen Erwähnung in Medien wie dem ORF und den Tageszeitungen wurde Hacklerregelung in Österreich zum Wort des Jahres 2003 gewählt. Im Jahr 2006 wurde es in das Österreichische Wörterbuch (40. Auflage) und in den Duden (24. Auflage) aufgenommen.